# Liste der Langlaufgebiete in Neuseeland
Die folgende Liste enthält die Langlaufgebiete in Neuseeland. Derzeit gibt es in Neuseeland nur ein einziges Langlaufgebiet.
| Langlaufgebiet | Ort      | Höhenlage (m ü. M.) | Klassisch (km) | Skating (km) | Anzahl Loipen |
| -------------- | -------- | ------------------- | -------------- | ------------ | ------------- |
| Snow Farm      | Cardrona | 1544                | 55             | 55           | 17            |